# Semmel-Stoppelpilz
Der Semmel-Stoppelpilz oder Semmelgelbe Stacheling (Hydnum repandum) ist eine weit verbreitete und häufige Pilzart aus der Familie der Stoppelpilzverwandten. Die beiden deutschen Namen beziehen sich auf die gelbliche, an Semmeln erinnernde Hutfarbe und die Stacheln an der Hutunterseite. Die Art ist ein Mykorrhizapilz und wächst gerne unter Buchen und Fichten. Der Semmel-Stoppelpilz gehört zu den Speisepilzen. Im Handel und in der Gastronomie wird er auch unter dem Namen Schafsfußpilz, abgeleitet vom französischen Pilznamen pied-de-mouton, angeboten.

## Merkmale

### Makroskopische Merkmale

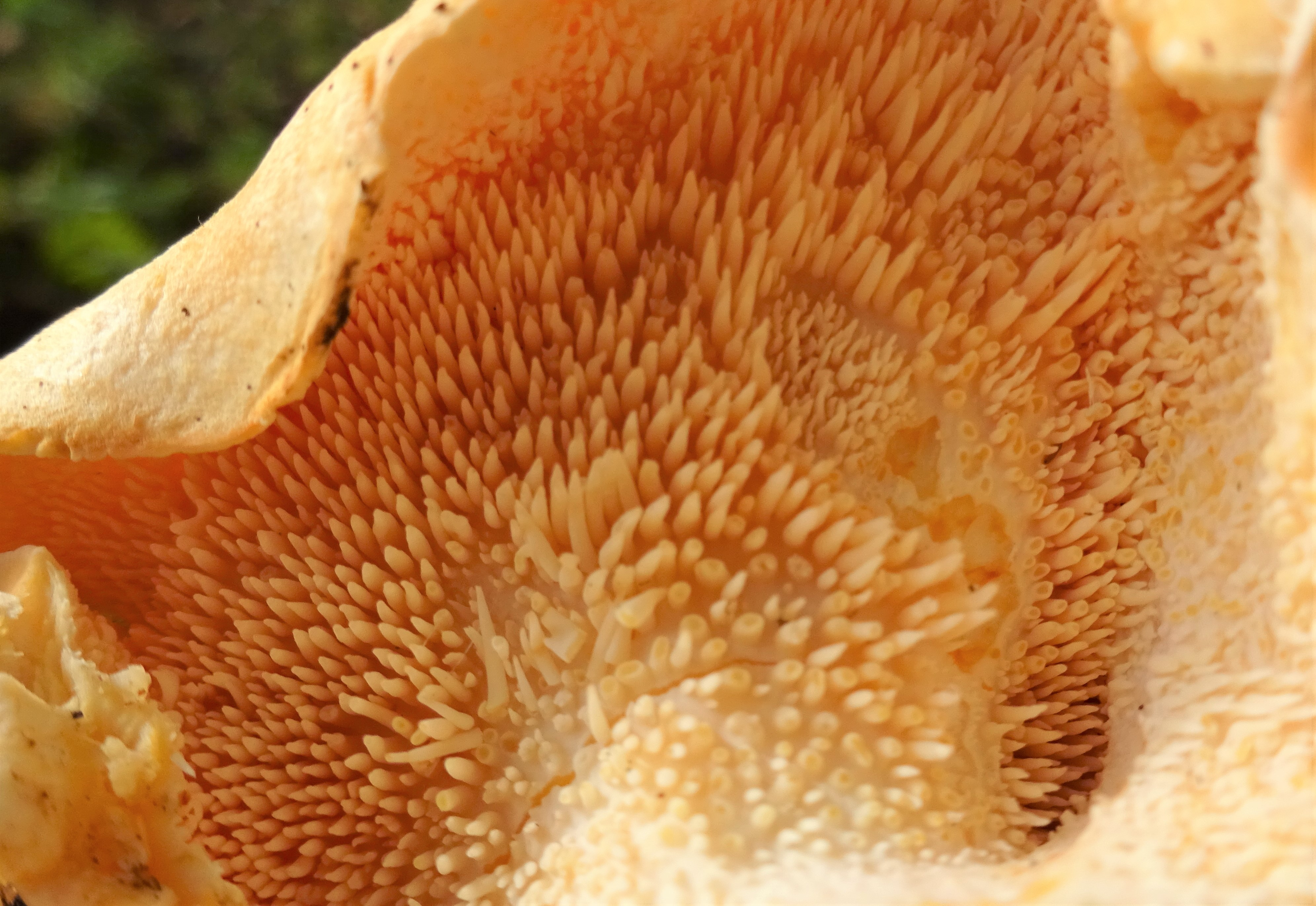
Stacheliges Hymenophor des Semmel-Stoppelpilzes.

Der Hut ist 5–11 cm breit und cremeockerlich, blass gelblich bis semmelfarben. Seine Oberfläche ist trocken und matt. An der Unterseite befinden sich Stacheln. Diese laufen leicht am Stiel herab oder sind an ihm ausgebuchtet. Der Stiel ist dick, weiß und sitzt oft seitlich. Das Fleisch ist weißlich und brüchig-mürbe. Der Pilz riecht angenehm und aromatisch. Er schmeckt anfangs mild, später erinnert er an getrocknete Haferflocken und wird bei längerem Kauen schärflich. Alte Exemplare sind bitterlich. Das Sporenpulver ist weiß.

### Mikroskopische Merkmale
Die Sporen messen 7–8,5 × 6,2–7,5 Mikrometer (mittlerer Sporenquotient Qm = (0,08–)1,15(–1,25)) und sind glatt, rundlich (subglobos bis ellipsoid, wobei einzelne deutlich ellipsoide Sporen zu finden sind) und besitzen einen großen Öltropfen. Die Basidien sind in der Regel 3–4-sporig und 35–45 × 6–8 μm groß.

## Ökologie und Phänologie
Der Semmelstoppelpilz ist ein Mykorrhizapilz, der sowohl mit Laub- als auch Nadelbäumen vergesellschaftet sein kann. Er bewohnt reichere Buchen-, Buchen-Tannen- und Tannenwälder auf frischen, locker-humosen bis lehmigen Böden, die basenreich bis basenarm und schwach bis mäßig nährstoffhaltig sind. Seltener wird er in Fichten-, Fichten-Tannen-, Hainbuchen-Eichen- und Edellaubholzwäldern gefunden. In Mitteleuropa sind die Hauptbaumpartner die Rot-Buche und die Gemeine Fichte, daneben Weiß-Tanne, Eichen, Wald-Kiefer und weitere Baumarten.
Die Fruchtkörper erscheinen in Mitteleuropa von Mitte Juli bis Anfang November.

## Verbreitung

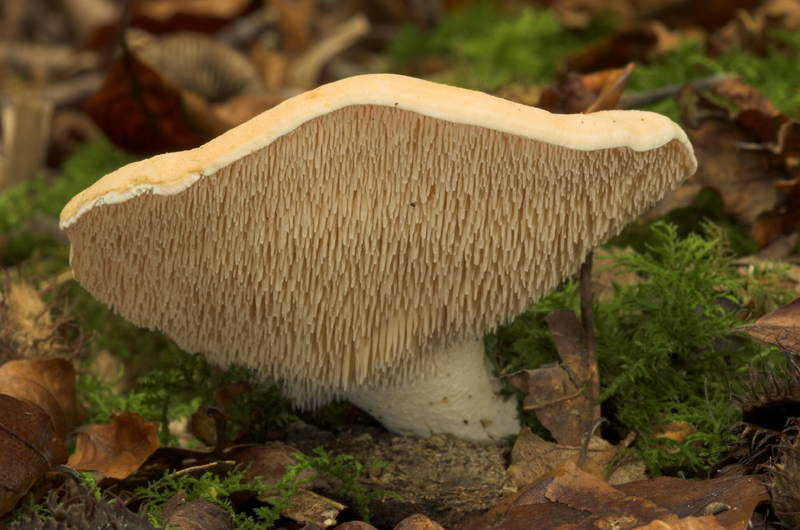
Ältere Exemplare des Semmel-Stoppelpilzes mit langen Stacheln schmecken bitter.

Der Semmelstoppelpilz ist in Australien, Neuseeland, Südasien, Nordamerika, großen Teilen Nordasiens, in Nordafrika und auf den Kanarischen Inseln zu finden. In Europa umfasst sein Verbreitungsgebiet alle Länder vom Mittelmeer bis in die subarktischen Regionen. In Deutschland kommt er in allen Bundesländern vor, ist jedoch im Berg- und Hügelland häufiger als im Flachland.

## Bedeutung
Der Semmel-Stoppelpilz ist essbar und durch sein Aroma sowie seinen auch für Laien leicht erkennbaren und schwer mit Giftpilzen verwechselbaren Habitus ein beliebter Speisepilz. Junge Exemplare sind wohlschmeckend und bleiben lange frisch, im Alter wird er dagegen zunehmend bitter, zäh und schwer verdaulich. Zudem sollte er ausreichend lange erhitzt werden. Der Semmel-Stoppelpilz wurde früher als Marktpilz gehandelt, seit der Reaktorkatastrophe von Tschernobyl ist er in betroffenen Regionen jedoch einer der am stärksten mit Cäsium-137 belasteten Pilze.

## Artabgrenzung
Bereits die stachelige Unterseite schließt eine Verwechslung mit den meisten Pilzarten sofort aus. Innerhalb der Pilze mit stacheligem Hymenophor sind die Stoppelpilze die einzigen, die eine weißliche, gelbliche, orangerote oder ockerrötliche Hutfarbe, hell weißliche Stacheln und weiches (statt zäh korkigem) Fleisch haben. 
Während früher die meisten Stoppelpilzfunde als Semmel-Stoppelpilz zusammengefasst wurden, zeigten phylogenetische Untersuchungen, dass die Gattung aus vielen weiteren Arten besteht.
Der Rotgelbe Stoppelpilz (Hydnum rufescens) ist ebenso häufig wie der Semmel-Stoppelpilz, unterscheidet sich aber durch einen intensiv orangeroten, unebenen Hut und nicht herablaufende Stacheln. Der ebenfalls recht häufige Ellipsoidsporige Stoppelpilz (Hydnum ellipsosporum) hat ebenfalls einen mehr orangeroten Hut, außerdem mit etwa 9,8 µm Länge größere und deutlich länglichere Sporen (Qm > 1,55). Der Weißliche Stoppelpilz (Hydnum albidum) ist heller gefärbt und hat einen jung rein weißen Hut. Außerdem hat er mit bis zu 6,1 µm Länge deutlich kleinere Sporen sowie schmalere Basidien (bis 6,5 µm). Der Genabelte Stoppelpilz (Hydnum umbilicatum) unterscheidet sich durch einen mehr orangeroten Hut mit trichterförmiger Mitte.
Die folgenden Arten wurden in Deutschland (eventuell mit Ausnahme von Hydnum vesterholtii und Hydnum ovoideisporum) noch nicht nachgewiesen, kommen allerdings teilweise in ähnlichen Habitaten vor und sind bisher kaum bekannt, weshalb ein Vorkommen in Deutschland durchaus möglich ist (Hydnum mulsicolor kommt beispielsweise in der Schweiz vor und ist auch in Deutschland zu erwarten):
Sehr ähnlich ist Hydnum boreorepandum, der aus China, Finnland und Schweden bekannt ist und in Nadelwäldern wächst. Er ist praktisch nur durch die heller weißlichen Farben unterscheidbar. Von blassen Fruchtkörpern von Hydnum repandum unterscheidet er sich anhand der ITS-Sequenz, allerdings ist Hydnum repandum gegenüber Hydnum boreorepandum paraphyletisch, weshalb die Eigenständigkeit dieses Taxons strittig ist. Hydnum slovenicum, der aus Slowenien beschrieben wurde, unterscheidet sich durch nicht am Stiel herablaufende Stacheln und etwas kleinere Sporen. Ebenfalls nicht am Stiel herablaufende Stacheln hat auch Hydnum subovoideisporum, der aus Finnland bekannt und zudem mit bis zu 4 Zentimetern Hutbreite deutlich kleiner ist. Hydnum mulsicolor (Nordamerika, Schweiz, Slowenien, Finnland) hat einen intensiv orangeroten Hut und kleinere Sporen (etwa 7,5 × 6,6 µm). Hydnum jussii (aus Tibet und Finnland) und Hydnum magnorufescens (aus Süditalien) unterscheiden sich durch ausschließlich subglobose Sporen, ohne dass ellipsoide Sporen auftreten, Letzterer außerdem durch nicht herablaufende Stacheln. Die mediterranen Arten Hydnum ibericum und Hydnum vesterholtii unterscheiden sich durch etwas länglichere, breit ellipsoide bis ovoide Sporen mit einem Qm > 1,25, außerdem werden sie mit bis zu 3 Zentimetern (H. ibericum) und bis zu 5 Zentimetern Hutbreite weniger groß. Hydnum ovoideisporum (mediterran) unterscheidet sich durch einen orangeroten Hut und nicht herablaufende Stacheln. Hydnum melitosarx (Europa, Nordamerika, Asien) unterscheidet sich durch einen mehr orangen Hut, kaum herablaufende Stacheln und einen auffallend langen Stiel.
Weitere ähnliche Arten kommen außerhalb Europas, beispielsweise in Nordamerika (wie Hydnum neorepandum) oder Japan (wie Hydnum repando-orientale), vor.